# Trần Thiếu Đế
Trần Thiếu Đế, né sous le nom Trần Yên en 1396, est l'empereur du Annam de 1398 à 1400 et le douzième et dernier représentant de la dynastie Trần.

## Biographie
Fils de l'empereur Trần Thuận Tông à qui il succède en 1398, Trần Thiếu Đế ne règne que deux ans avant d'être écarté du pouvoir en 1400 par son grand-père maternel Hồ Quý Ly qui régnait déjà de fait depuis la mort de son grand-père paternel Trần Nghệ Tông en 1394.
La prise du pouvoir par Hồ Quý Ly marque la fin de la dynastie Trần et le début de la dynastie Hồ qui ne compte que deux Empereurs.

### Liste des Tran
- 1225-1258 : Trần Thái Tông († 1290);Fondateur de la dynastie Trần qui succède à la dynastie Ly
- 1258-1278 : Trần Thánh Tông, son fils;2ème Empereur Trần
- 1278-1293 : Trần Nhân Tông, son fils, déposé ;3ème Empereur
- 1293-1314 : Trần Anh Tông, son fils, abdique ;4ème Empereur
- 1314-1329 : Trần Minh Tông, son fils, abdique ;5ème Empereur
- 1329-1341 : Trần Hiến Tông, son fils ;6ème Empereur
- 1341-1369 : Trần Dụ Tông, fils de Trần Minh Tông ;7ème Empereur
- 1369-1370 : Duong Nhât Lê, (usurpateur) ;8ème Empereur
- 1370-1372 : Trần Nghệ Tông, fils de Trần Minh Tông, abdique et meurt en 1394 ;9ème Empereur
- 1372-1377 : Trần Duệ Tông, son frère ;10ème Empereur
- 1377-1388 : Trần Phế Đế, son fils, abdique ;11ème Empereur
- 1388-1398 : Trần Thuận Tông, fils de Nghê Tông, abdique ;12ème Empereur
- 1398-1400 : Trần Thiếu Đế son fils, abdique.13ème Empereur